# Ficedula disposita
El papamoscas furtivo (Ficedula disposita) es una especie de ave paseriforme de la familia Muscicapidae endémica del norte de Filipinas.

## Descripción
El papamoscos furtivo es un pájaro pequeño, que mide entre 11-11,5 cm de largo. Su plumaje es pardo oliváceo en las partes superiores y grisáceo en las inferiores.
El papamoscas furtivo puede identificarse por su canto suave y agudo de 2-3 notas.

## Distribución y hábitat
Se encuentra únicamente en la isla de Luzón, donde habita en los bosques húmedos tropicales de montaña.
Está amenazado por la pérdida de hábitat, ya que un tercio de los bosques de filipinas desaparecieron entre 1990 y 2005.